# Artek (entreprise)
Pour les articles homonymes, voir Artek.
Artek est une entreprise finlandaise de design spécialisée dans l'ameublement. L'entreprise est basée à Helsinki. Elle compte actuellement[Quand ?] une quarantaine d'employés et réalise un chiffre d'affaires légèrement supérieur à 11 M€ (2005).
En septembre 2013, la société suisse Vitra acquiert Artek.

## Historique
Alvar Aalto a commencé à dessiner des meubles en accord avec sa conception de l'architecture. En 1931, il dessine l'ameublement pour le sanatorium de Paimio, qui le rendra célèbre.
Artek a été fondée en décembre 1935 par l’architecte Alvar Aalto, sa femme Aino Aalto, la galeriste d’art Maire Gullichsen et l’historien d’art Nils-Gustav Hahl (fi). La raison principale à l’origine de cette société était la promotion des meubles et du travail du verre d’Alvar Aalto et la production de l’ameublement de ses constructions ou, selon les fondateurs, de « vendre des meubles et de promouvoir la culture de l'habitat moderne par le biais d'expositions et d'autres moyens éducatifs ». Le nom d’« Artek » manifeste le désir de combiner l’art et la technologie, faisant en cela écho à l’une des principales idées du Mouvement moderne, pour souligner l’expertise technique dans la production et la qualité des objets, à la place de l’ornementation frivole et superficielle qui constituait l’essentiel du design jusque-là.
Le 6 septembre 2013, l'entreprise suisse de fabrication et de conception de mobilier Vitra acquiert Artek, dans l'optique de redynamiser son activité et de profiter du regain d'intérêt pour le design nordique alors en vogue.

## Produits

### Une gamme étendue
Historiquement liée à Alvar et Aino Aalto, Artek produit et vend leurs meubles, lampes et tissus. Dans une volonté d'augmentation des catalogues et débouchés, Artek a progressivement fait l'acquisition de droits d'autres designers comme Tapio Wirkkala, plus récemment Ilmari Tapiovaara, droits acquis en 2013, ou encore Yrjö Kukkapuro (fi) dont les produits sont annoncés de retour sur le marché en 2014.
Au-delà de ces classiques et standards du design nordique, Artek lance la marque « Artek Studio » afin de promouvoir des productions plus récentes. On y retrouve les productions de créateurs actuels de renom, comme Eero Aarnio, Shigeru Ban, Naoto Fukasawa, Harri Koskinen, Juha Leiviskä, Enzo Mari et Tobias Rehberger. L'ouverture de la marque à des designers autres que d'origine nordique se poursuit en 2014, avec l'arrivée de l'allemand Konstantin Grcic.

### Quelques exemples de mobilier

#### Chaise Paimio

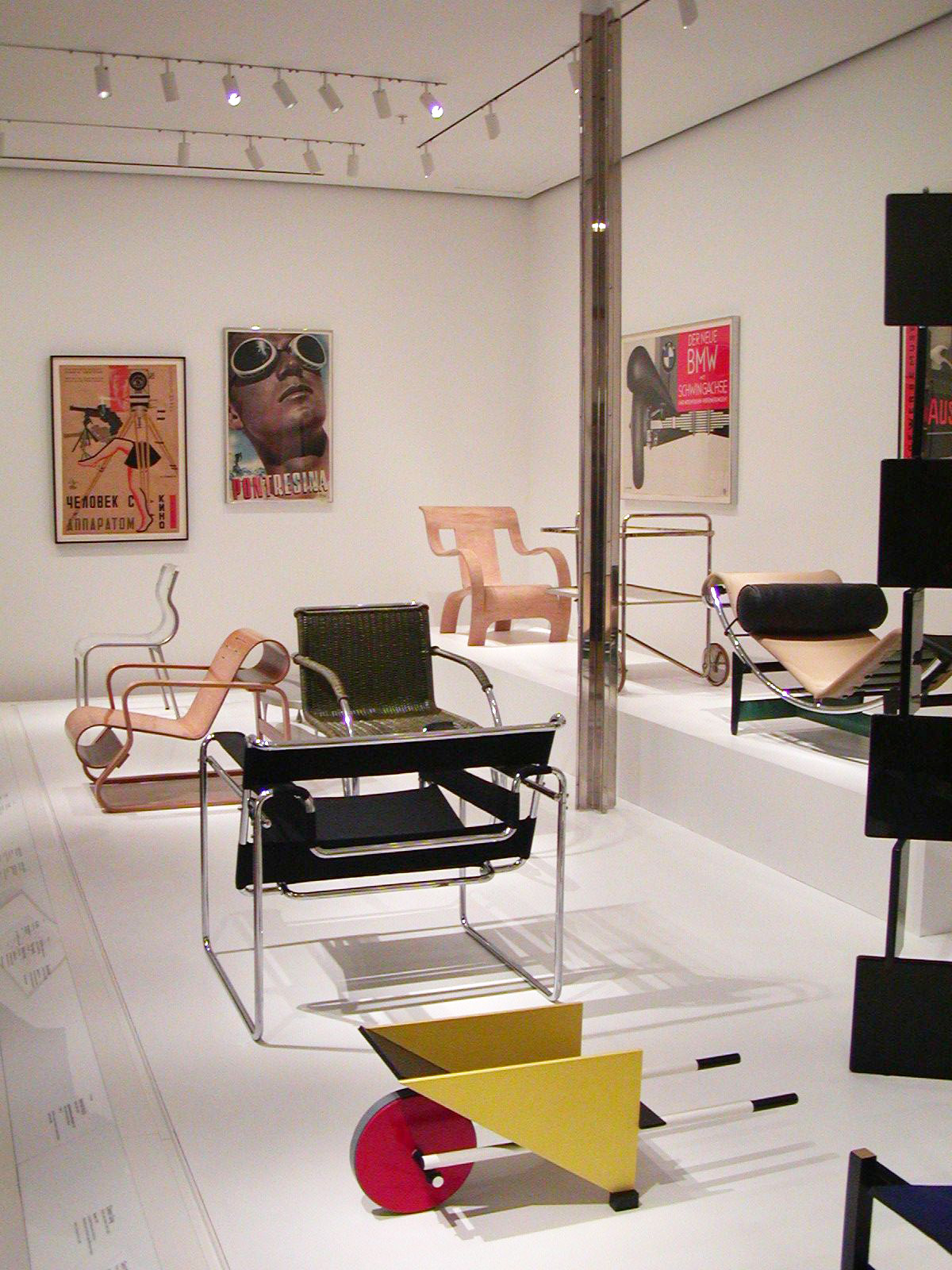
La chaise Paimio (à gauche) exposée au MoMA de New York.

Alvar Aalto est connu pour avoir apporté au style Moderne une touche finlandaise. Il recherchait un style plus organique, souvent issu des manifestations naturelles – une caractéristique particulière du romantisme finlandais. Bien que ne faisant pas partie du mobilier d'origine, la chaise Paimio est souvent associée au sanatorium de Paimo.
Elle fut conçue à partir de la chaise Wassily dont il remplaça l’acier glaçant par du bois plus chaleureux. Le degré de pliage du bois éprouvait les limites techniques de l’époque.
Cette chaise fait partie du fonds de la collection du MoMA.

#### Tabouret à trois piedsno60
Le tabouret modèle no 60, conçu entre 1932 et 1933, montra l’intérêt d’Alvar Aalto pour les formes basiques fonctionnelles et simples. Ce tabouret était fabriqué en contreplaqué cintré plaqué de bouleau, et était à l’origine en finition naturelle ou avec une assise en noir, rouge ou bleu et les pieds en bois naturel.

#### Tabouret à trois pieds X600
Le X600 est une déclinaison du no 60. Les pieds faits main partent depuis l’assise avec des attaches en éventail, montrant par là même le travail du pliage du bois caractéristique des meubles d’Artek, ainsi que le motif de l’éventail largement repris dans l’architecture d’Aalto.

## Réseau
Artek dispose en Finlande de quatre entrepôts et de nombreux détaillants. À l'export, Artek possède des points de vente à New York, Berlin, Stockholm et Tokyo.